# Internationale luchthaven Changsha Huanghua
De internationale luchthaven Changsha Huanghua (Chinees: 长沙黄花国际机场, Hanyu pinyin: Chángshā Huánghuā Guójì Jīchǎng) is een vliegveld op 25 kilometer ten oosten van Changsha, Hunan, China.
In 2015 was het de op 13 na drukste luchthaven van China, met meer dan 18 miljoen passagiers. De tweede landingsbaan, die met een lengte van 3.800 m geschikt is voor de Airbus A380, nadert voltooiing. De luchthaven verwerkt heel wat vluchten van China Southern Airlines.
De verbinding tussen stad en luchthaven wordt sinds mei 2016 verzorgd door de tweede hogesnelheidsverbinding met magneetzweeftrein ter wereld in reguliere dienst. Het is nog maar de tweede commerciële hogesnelheidsverbinding na de eerste verbinding tussen Shanghai en Shanghai Pudong.  Bijkomend wordt het stadscentrum ook met de luchthaven verbonden sinds 2022 met lijn 6 van de metro van Changsha.